# Daniel Nijs
Daniel Nijs, né le 1572 à Wesel et mort à Londres en 1647, est un marchand d'art néerlandais.
Innovateur dans ce domaine, il fut chargé de liquider la collection Gonzague, et est à l'origine de la première grande transaction de l'histoire du commerce des œuvres d'art.

## Biographie
Daniel Nijs est issu d'une famille protestante originaire des Pays-Bas espagnols. Ses parents furent condamnés à l'exil par le tribunal du Conseil des troubles vers 1567, et partirent s'installer à Wesel, en Allemagne du Nord, où Daniel est né, puis revinrent en Flandre. Là, vers 1597, le père est emprisonné à Audenarde durant un certain temps. Émancipé, Daniel Nijs décide alors de partir pour Venise, travailler chez ses oncles et cousins, une famille de négociants, les frères Gabry (la Ca Gabry). En 1610, il est à Amsterdam, quand il épouse Cecile Muysson, puis le couple retourne à Venise. 
Collectionneur d'œuvres, possesseur d'un cabinet de curiosités, Daniel Nijs est déjà dans le commerce des œuvres d'art puisqu'en 1615, il possède dans ses stocks 40 statues antiques, 80 bas-reliefs, 60 tableaux dont une vingtaine de portraits. Cette année-là, il vend cinq tableaux du Tintoret, trois de Véronèse, un Titien, un Jacopo Bassano et un Andrea Schiavone, et 29 caisses de sculptures, à Dudley Carleton, qui agit comme acheteur et intermédiaire. Carleton est déjà connu pour avoir échangé un certain nombre d'œuvres avec Peter Paul Rubens, lequel a peint le portrait de Nijs à cette époque. Par ailleurs, deux précieux tableaux du Corrège furent à cette époque par ses soins transportés par voie terrestre, depuis Venise, jusqu'en Angleterre. Mais l'acheteur présumé, Robert Carr, comte de Somerset, tomba en disgrâce après avoir été impliqué dans une obscure affaire de meurtre. Pour Nijs, Dudley rechercha avec diligence un nouvel acquéreur, qu'il trouva en la personne de Thomas Howard, comte d'Arundel.
Nijs influence déjà d'autres vocations. En un temps où Hendrick van Uylenburgh n'a pas encore débuté, des négociants installés entre Venise et Amsterdam comme Jacques Nicquet (1572-1647) et Jan Reynst (en) (1601-1645), vont se lancer à leur tour dans ce type d'affaires et fondent des collections.
Le rôle de Nijs durant la guerre de Gradisca, qui oppose Venise à l'Autriche alliée à la Couronne espagnol entre 1615 et 1617, n'est toujours pas clair : vers la fin du conflit, il reçut une grosse somme d'argent de la part d'une banque vénitienne qui lui remboursa la somme de 40 000 sequins. Il est possible qu'il contribua par ailleurs à protéger les intérêts néerlandais et des convois maritimes sur la mer Adriatique, où exerçait des officiers et marins mercenaires comme le général Jean-Ernest de Nassau-Siegen, l'amiral Melchior van den Kerckhove, Piet Hein et Dirk Hartog.
En 1619, il joue un rôle important avec Dudley Carleton dans la contrebande d'un manuscrit passé clandestinement en Angleterre : écrit en 1616 par le moine savant vénitien Paolo Sarpi avec lequel Nijs se lie d'amitié, il relate l'histoire du Concile de Trente. Dans ce livre qui devait servir d'instrument de propagande, Sarpi affirmait que la Curie romaine empêchait délibérément les catholiques et les protestants de se réunir.
En 1620, Constantijn Huygens vient lui rendre visite à Venise. En 1622, Antoine van Dyck se rend à son tour dans sa maison de commerce qui comprend une galerie. En 1624, on sait qu'il y reçut l'ambassadeur François van Aerssen, le prince-prélat Alessandro Orsini, l'architecte palladien Vincenzo Scamozzi, lequel laissa une description de ses collections. Daniel Nijs s'est en effet considérablement enrichi au début des années 1620. Il possède outre la Ca Nijs avec vue sur le Grand Canal, une maison de villégiature à Burano, ainsi qu'un palais sur la péninsule de Cavallino-Treporti, disposant d'un jardin paysagé où il fit lâcher des lapins hollandais, une ville dont il est fait l'entier propriétaire. Mais Nijs n'est pas seulement un marchand accumulateur de richesses, il vit au contact des plus beaux esprits de son temps. En avril 1625, il se rend à Padoue pour saluer une dernière fois le savant Adriaan van de Spiegel sur son lit de mort.
Le comte d'Arundel reste sans doute son meilleur client. Nijs lui fournit des pierres précieuses, des dessins et gravures d'Albrecht Dürer et de Lucas van Leyden. L'année 1624 sonne l'heure de son plus gros coup : la vente de la collection Gonzague, l'une des plus prestigieuses d'Europe, enfantée par la Renaissance italienne, accumulation de plus de deux siècles d'œuvres d'art et de mécénat réparties en différents palais.
En 1622, Nijs rencontre le duc Ferdinand de Mantoue, âgé de 35 ans, qui n'a pas d'héritiers directs, et qui lui révèle que les finances du duché sont au bord du gouffre ; malgré tout, celui-ci lui commande quelques objets d'art destinés à la celeste galeria,. En 1626, son frère cadet, Vincent II de Mantoue prend les commandes du duché mais va se retrouver au cœur d'une guerre de succession. De santé fragile, également sans héritier direct, le duc Vincent négocie alors en secret la vente des collections ducales. Nijs, qui est à l'origine de l'idée de cette vente, devient l'intermédiaire exclusif, et par Arundel, entre en contact avec les grandes fortunes anglaises. Le rôle d'un artiste allemand, installé à Venise depuis 1615, Philipp Esengren, n'est ici pas négligeable : il conseilla Nijs sur le choix des œuvres à présenter à la vente en priorité,. Le premier acheteur est le souverain Charles Ier d'Angleterre qui débloque une somme de 80 000 livres sterling, payée en avril 1628 contre la livraison d'une centaine de toiles. D'autres princes anglais imitent le roi, tels Buckingham et Pembroke. Le premier meurt assassiné en août 1628, laissant à Nijs des créances impayées, mais Dudley Carleton lui sauve la mise. Entretemps, le duché entre en guerre. Le 18 juillet 1630, Mantoue est mise à sac, ses palais pillés, par les armées autrichiennes. On raconte que la collection Gonzague ne s'y trouvait plus et qu'ainsi, elle fut sauvée, ce qui est en partie vrai seulement. Le 6 avril 1631, Charles Ier de Mantoue prend le pouvoir, et là encore, négocie avec Nijs une nouvelle vente du patrimoine ducal, une collection de statues. D'autres ventes eurent lieu, entre autres et non des moindres, avec des intermédiaires en lien avec le cardinal de Richelieu.
Au printemps 1631, Nijs connaît une première faillite retentissante : au milieu du chaos laissé par le conflit, il ne parvenait plus à récupérer le produit de ses ventes ; par ailleurs, même si l'absence de contrats écrits, pratiques en usage chez les Vénitiens, et la disparition des archives personnels de Nijs, n'autorisent aucune conclusion sur cette faillite, il est évident que le marchand avança d'énormes sommes aux Gonzague, et qu'il se retrouva dès lors avec un gros stock d'œuvres entreposées en ses magasins. Par ailleurs, Dudley Carleton, malade, meurt en février 1632, laissant Nijs sans plus aucun médiateur anglais : la Couronne britannique lui doit près de 20 000 livres pour l'achat de la suite peinte par Mantegna, Les Triomphes de César (aujourd'hui à Hampton Court). En 1633, isolé et dans le besoin, Nijs demande à être nommé maître des postes en Italie par les États généraux des Pays-Bas, sans traitement. Les autorités accèdent à sa demande au nom de ses fils, Philips, Jacob et Johan Nijs, qu'elles nomment maîtres généraux des postes, mais l'affaire se montrera peu rentable : en 1640, un procès a lieu entre les Nijs et la famille Tour et Taxis, qui possédait le monopôle postal sur les terres du Saint-Empire.
En 1638, Nijs fait un retour aux affaires dans le commerce de l'art, le comte Arundel reprend ses commandes auprès de lui et parvient à lui récupérer quelques créances, mais l'Angleterre est sur le point de basculer dans la guerre civile. C'est dans ce climat délétère que Nijs meurt à Londres en 1647.
Parmi les onze enfants de Niels, Johan partit à l'étranger pour le compte de la Compagnie des Indes orientales (VOC) en 1645.